# Цитокінез

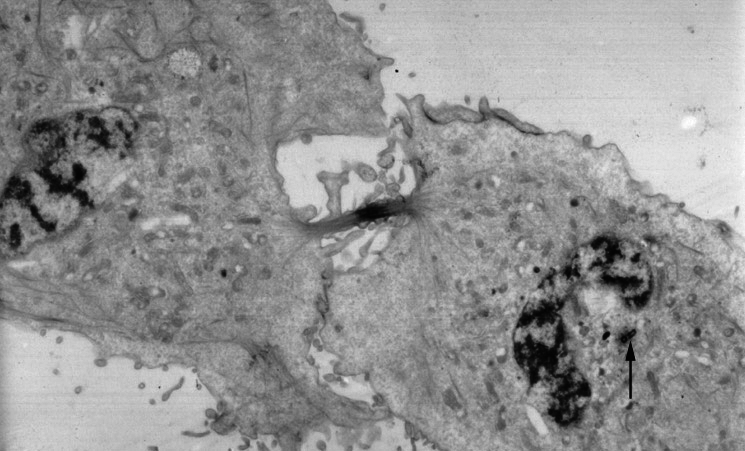
Клітина, що завершує цитокінез (фотографія за домопогою ТЕМ). Стрілка указує на центросому.

Цитокінез (або цитотомія) — поділ тіла еукаріотичної клітини. Цитокінез зазвичай відбувається після того, як клітина зазнала поділ ядра (каріокінез) в ході мітозу або мейозу. В більшості випадків цитоплазма і органели клітини розподіляються між дочірніми клітинами приблизно порівну.
Важливим винятком є оогенез, з його гранично асиметричними поділами, в ході яких майбутня яйцеклітина отримує практично всю цитоплазму і органели, тоді як друга з клітин в кожному з двох поділів мейозу (так зване полярне або редукційне тільце) майже не містить цитоплазми і незабаром відмирає. У тих випадках, коли поділ ядра не супроводжується цитокінезом, утворюються багатоядерні клітини (наприклад, зрілі клітки поперечно-смугастих м'язів).